# Energiearmoede
Energiearmoede beschrijft het verband tussen armoede en de kosten van energie. Aan de ene kant beschrijft het de stijgende energiekosten als een risico op armoede en aan de andere kant de moeilijkheden van de armen in de geïndustrialiseerde landen om de stijgende energiekosten te kunnen betalen.

## Definitie
Energiearmoede werd in het Verenigd Koninkrijk voor het eerst gedefinieerd door Brenda Boardman in 1991, en gepresenteerd in haar boek Fuel Poverty: From Cold Homes to Affordable Warmth.
Een huishouden wordt in het VK als energiearm beschouwd als het meer dan tien procent van zijn netto-inkomen moet besteden aan de inkoop van energie om 21 graden Celsius in de woonkamer en 18°C in de overige kamers te garanderen.
In oktober 2021 concludeerde de onderzoeksorganisatie Nederlandse Organisatie voor toegepast-natuurwetenschappelijk onderzoek (TNO) op basis van cijfers van het Centraal Bureau voor de Statistiek (CBS) uit 2019 dat van de ruim 6,1 miljoen huishoudens er 550.000 Nederlandse huishoudens leven in energiearmoede. Zij hebben een hoge energierekening, meestal een slecht geïsoleerd huis en een laag inkomen.
Uit een onderzoek van CBS en TNO werd geconcludeerd dat in 2024 de energiearmoede verder gestegen is met 180.000 huishoudens ten opzichte van 2023 naar circa 510.000 huishoudens in totaal, nadat er eerst een lichte daling was.
Naar schatting zullen 640.000 Nederlandse huishoudens in 2025 moeite hebben om hun energierekening te betalen, volgens een onderzoek van TNO.

## Oorzaken
Er zijn een aantal oorzaken van energiearmoede: de slechte financiële situatie van de betrokken huishoudens, lage energie-efficiëntie van de woning, verlichting en de huishoudelijke apparaten, inefficiënt gedrag, stijgende belastingtarieven en stijgende energieprijzen.

### Armoede
De centrale oorzaak van energiearmoede is de armoede zelf. Alleen in huishoudens met lage inkomens kunnen de kosten van elektriciteit en gas een factor worden die hun voortbestaan bedreigt. De lage-inkomensgrens, of armoedegrens, lag in 2019 voor een alleenstaande op € 1090 netto per maand, voor een paar was dat € 1530. Met twee minderjarige kinderen was de grens voor een paar € 2080 netto en voor een eenoudergezin € 1660 netto. Uit deze cijfers blijkt dat er 1,014 miljoen mensen een inkomen hadden dat op of onder de lage-inkomensgrens lag ofwel 6,2% van de totale bevolking.

### Lage energie-efficiëntie
Van de ruim 3,8 miljoen woningen die voorzien zijn van een Energielabel per 1 januari 2020 heeft 9,2%, 349.600 woningen, energielabel F of G. Van dit aantal is 175.000 woningen in handen van particuliere verhuurders volgens de Woonbond. De Woonbond adviseert het bevriezen van de huur bij deze woningen met energielabel F en G, zodat particuliere verhuurders worden aangespoord hun gemiddelde energielabelklasse te verhogen.

### Inefficiënt gebruik
Het gebruikersgedrag is belangrijk voor de elektriciteits- en verwarmingsbehoefte. Verschillende verwarmings- en ventilatiegewoonten kunnen leiden tot verschillen in energieverbruik tot 50% in identieke appartementen met dezelfde technische uitrusting. Voor een gemiddeld huishouden is het besparingspotentieel door energiebewust gebruikersgedrag tien procent, bijvoorbeeld door de kamertemperatuur te verlagen. Elke bespaarde graad Celsius bespaart zes procent op de stookkosten. Ook is het gunstig om de temperatuur 's nachts met vijf graden te verlagen en de radiator niet met meubilair dicht te maken. Op haar website geeft Milieu Centraal tips om inefficiënt gedrag te voorkomen.

### Stijgende energieprijzen
Een andere factor is de ontwikkeling van de prijzen op de wereldwijde energiemarkten. De prijs van aardgas was voor de Nederlandse consument in het jaar 2000 € 0,289 per kubieke meter. De variabele gasprijs per 1 juli 2021 was € 0,852 per m³ en dit is een stijging van 194,65% in 21 jaar. In 2000 was het normaaltarief van elektriciteit € 0,125 per kWh en per 1 juli 2021 € 0,2573. Dat is een prijsstijging van 105,84% in 21 jaar. Sedert de energiecrisis van 2021-2022 is de situatie op de energiemarkten nog nijpender geworden. 

### Hogere belastingen op energiegebruik
Door politieke plannen van de overheid, in de afgelopen jaren zijn de energietarieven ook gestegen doordat de belastingtarieven op gas sterk verhoogd zijn. Dit was mede ingegeven om druk uit te oefenen bij gebruikers van energie, om te gaan verduurzamen. Echter, een grote groep mensen met een laag inkomen en die veelal in slecht geïsoleerde (huur)woningen leven zijn niet in staat financieel, om met deze verduurzaming mee te doen. Het gevolg hiervan, volgens het Nibud is dat zij een steeds groter deel van hun inkomen aan een basisvoorziening van stoken en elektriciteitgebruik kwijt zijn. Ter vergelijking, de belasting op elektriciteit geheven door de rijksoverheid daalde licht van € 0,14 per kWh in 2015 naar € 0,12 per kWh in 2025, terwijl de belasting op de afname van gas sterk omhoog ging van € 0,23 in 2015 naar circa € 0,70 per kubieke meter gasverbruik in 2025.

## Gevolgen
Behalve financiële stress, die mensen in energiearmoede hebben, om rond te kunnen komen door bewust de verwarming lager of niet aan te zetten, kan dit leiden tot andere negatieve effecten.
Die kunnen onder andere zijn, slechte mentale en lichamelijke gezondheid. Vooral ouderen en kinderen zijn vatbaar voor negatieve invloed van kou in huis. Op de jongeren kan dit uitwerken in minder presteren op school of voor werkende jongeren tot werkverzuim.
Ouderen kunnen in een sociaal isolement terechtkomen, doordat ze zich schamen om iemand bij hun thuis te laten komen of uit te nodigen.

## Oplossingen
Om in de toekomst dit probleem van energiearmoede proberen op te lossen of in ieder geval terug te dringen, heeft de overheid via de Nederlandse gemeenten getracht om door middel van structurele oplossingen, zoals d.m.v. energiefixteams om kwetsbare huishoudens te helpen hun energierekening te verlagen. Dit zijn kleine maatregelen, bijvoorbeeld door huishoudens attent te maken met hun energiegebruik of zaken zoals het aanbrengen van tochtstrippen, radiatorfolie etc.

## Varia
In 2022 en 2023 werd door het kabinet-Rutte IV een aantal maatregelen genomen om de energiecrisis door sterk stijgende energieprijzen op de wereldmarkt te compenseren. Hierbij werd behalve een energiebijdrage van twee keer € 190 korting in november en december 2022, een Energietoeslag ingesteld. Ook werd gezamenlijk met een aantal energieleveranciers een Tijdelijk Noodfonds Energie opgericht, die in de jaren 2024 en 2023 financieel bijsprong voor mensen in nood die moeite hadden om hun energierekening te kunnen betalen.
Op 14 februari 2025 werd uiteindelijk toch besloten door de overheid met een aantal energieleveranciers, dat ook in 2025 steun wordt gegeven aan lage inkomens, die moeite hebben met betalingen van hun energierekening.
Om aan te geven hoe hoog de nood is bij bepaalde groepen mensen met lage inkomens, toen op 22 april 2025 het Noodfonds Energie opnieuw geopend is, werd er circa 210.000 keer een steunaanvraag gedaan voor subsidie binnen een week tijd, waardoor het fonds noodgedwongen daarna weer moest sluiten wegens een beschikbaar budget van 56,3 miljoen euro.